# La Diabolique de Caluire
La Diabolique de Caluire est un livre de Pierre Péan publié en 1999 par les éditions Fayard.
Il est consacré à Lydie Bastien et en particulier au rôle que celle-ci aurait joué, selon l'auteur, dans la manipulation de René Hardy et l'arrestation de Jean Moulin à Caluire en juin 1943.

## Accueil critique
- Pour Éric Conan, dans L'Express[2],« l'enquête de Pierre Péan sur cette aventurière exceptionnelle donne raison à Henri Frenay, qui voyait en l'affaire Hardy « l'épisode le plus douloureux de la Résistance française » et qui avait émis l'hypothèse que Lydie Bastien fût un « agent allemand », ajoutant : « Elle permet aussi de comprendre l'une des dernières confidences de René Hardy, peu avant sa mort : Les femmes et les putains furent mon problème : savoir les distinguer, c'est une épreuve, quoi qu'on en dise, fort difficile ».
- Laurent Douzou, rappelant dans Le Monde[3] que Pierre Péan « fonde pour l'essentiel son analyse sur les confidences recueillies auprès de Lydie Bastien par son exécuteur testamentaire, qu'elle aurait chargé de révéler la vérité après sa mort », estime que la thèse de l'auteur ne convainc pas, précisant : « Que peut-on inférer de ces zones d'ombre qui s'accumulent à plaisir au fur et à mesure que Péan pousse l'enquête ? ».
- Maurice Lemoine observe dans Le Monde diplomatique[4] que, pour Pierre Péan, la « clé du mystère » de l'arrestation de Jean Moulin est Lydie Bastien, « femme fascinante, Mata-Hari morte récemment et qui, après avoir plongé au cœur de la Résistance, à Lyon, tout en travaillant à la solde des Allemands, séduisit et retourna Hardy ».

## Éditions
- Fayard, 1999
- Le Grand Livre du mois, 1999
- Le Livre de poche, 2001